# Свірська сільська рада
Свірська сільська рада (біл. Сьвірскі сельсавет) — адміністративно-територіальна одиниця в складі Мядельського району розташована в Мінській області Білорусі. Адміністративний центр — Свір.
Свірська сільська рада розташована на межі центральної Білорусі, в північній частині Мінської області орієнтовне розташування — супутникові знимки, на захід від Мяделі.
До складу сільради входять 28 населених пунктів:
- Бакшти • Богатьки • Болькове • Больківщина • Бориси • Венцевичі • Ворошилки • Грумбиненти • Дубники • Засвирь • Іванівка • Ключатки • Колодно • Константинове • Корки • Куркулі • Лукашевичі • Лущики • Нарейши • Нетьки • Ольшево • Сємки • Стара • Стрипелишки • Фалевичі • Януковичі • Яцини.